# Mazda 6
De Mazda 6 is een middenklasser van het Japanse automerk Mazda. In Japan wordt voor dezelfde wagen de naam Mazda Atenza gebruikt. De Mazda 6 volgde in 2003 de Mazda 626 op. In 2008 werd deze door een geheel nieuwe, tweede generatie vervangen. De 6 heeft een upgrade gehad in 2018 qua design, tegelijkertijd werd de luxe Signature uitvoering geïntroduceerd.

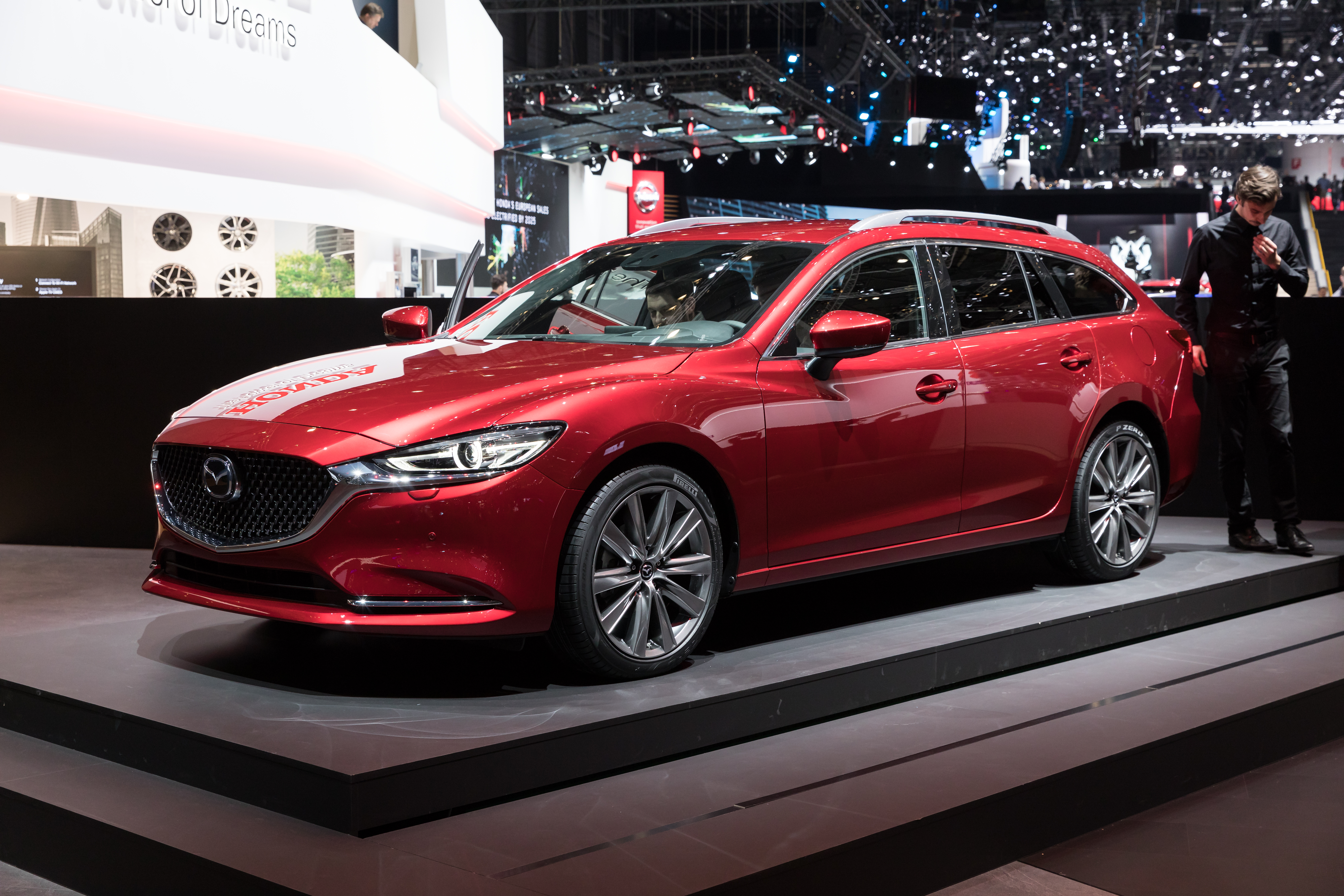
Mazda 6 Sportbreak

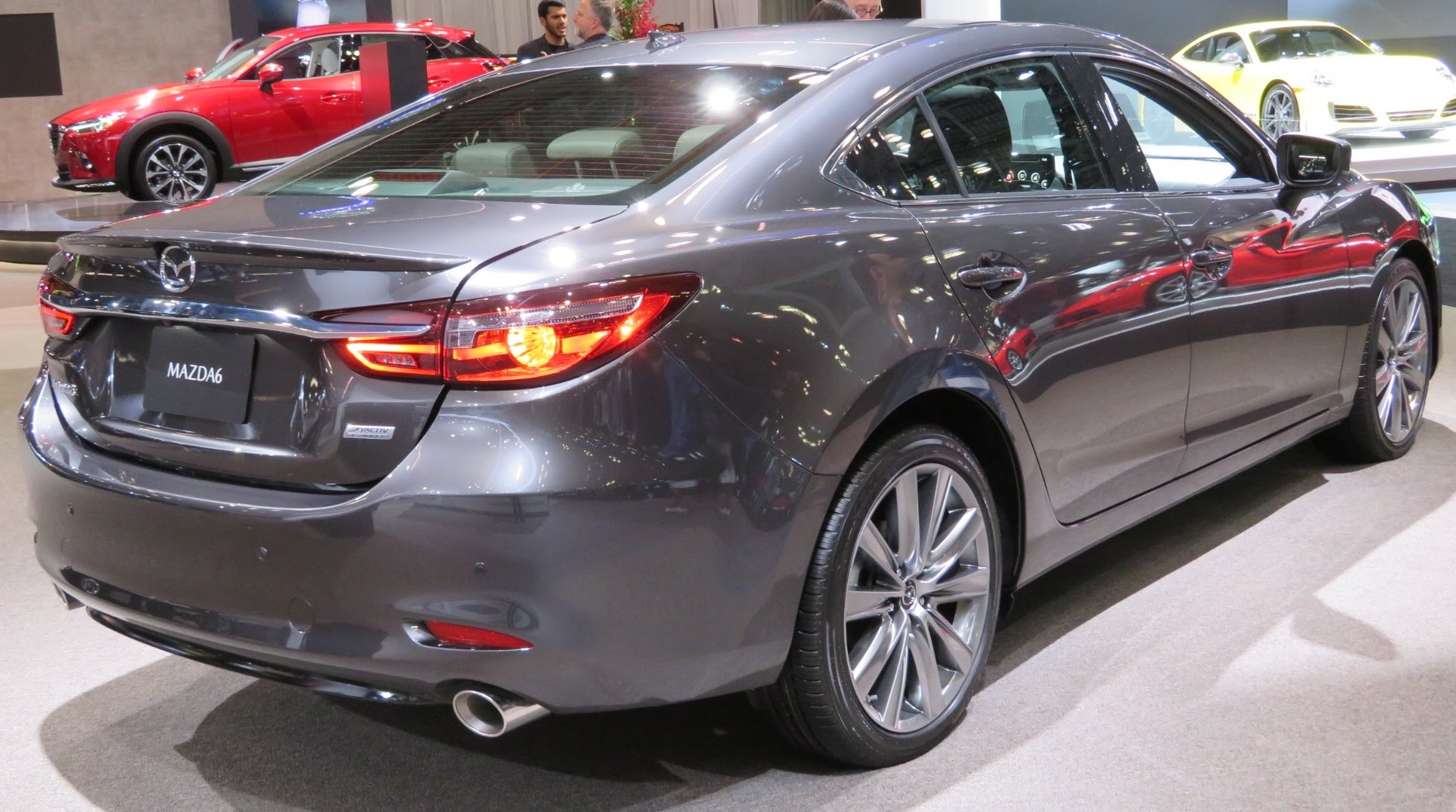
Mazda 6 Sedan

## Eerste generatie (GG1; 2002-2007)
Met de Mazda 6 sloeg het Japanse merk onder andere op het gebied van styling een nieuwe weg in, die werd doorgezet in de Mazda 2, de RX-8 de Mazda 3, de MX-5 en de Mazda CX-7 in november 2006.
In tegenstelling tot de meeste auto's in de prijsklasse van de Mazda 6 wordt de nokkenas niet aangedreven met een distributieriem, maar door een aandrijfketting. Dit heeft als voordeel dat deze minder snel slijt, maar als nadeel dat vervanging complexer en duurder is.
Het modelaanbod bestaat uit een vierdeurs sedan, een vijfdeurs hatchback en een vijfdeurs stationwagon. Evenals bij de 626 het geval was, gebruikt Ford het platform van de Mazda 6 als basis voor verschillende andere modellen, waaronder de Ford Fusion zoals deze in Noord-Amerika werd verkocht.
In 2006 kwam de opgevoerde versie van het model op de markt, die in Europa als Mazda 6 MPS verkocht werd.

## Tweede generatie (2007-2013)
De Mazda 6 is gebaseerd op het Ford EUCD platform, dat ook voor de V70/XC70, S60, V60, XC60 en de S80 wordt gebruikt. Het Ford EUCD-platform vormt de basis voor verschillende auto's uit het Ford-concern (Ford Galaxy/S-Max en Ford Mondeo).

## Derde generatie (2013-2024)
De nieuwe Mazda 6 is het tweede model van de generatie Mazda's dat beschikt over de Skyactiv-technologie en 'KODO - Soul of Motion' design. Op 21 mei 2021 maakte Mazda North America bekend dat de productie van de Mazda6 stopgezet wordt voor de Noord-Amerikaanse markt.
| Benzinemotoren | Benzinemotoren | Benzinemotoren  | Benzinemotoren | Benzinemotoren | Benzinemotoren          | Benzinemotoren | Benzinemotoren     | Benzinemotoren |
| Motor          | Cilinderinhoud | Vermogen        | Koppel         | Topsnelheid*   | Acceleratie 0–100 km/h* | Uitstoot*      | Versnellingsbak    | Jaar           |
| -------------- | -------------- | --------------- | -------------- | -------------- | ----------------------- | -------------- | ------------------ | -------------- |
| SkyActiv-G 145 | 1998 cm3       | 107 kW (145 pk) | 210 Nm         | 208 km/h       | 9,5 seconden            | 129 g/km       | 6v, handgeschakeld | 2013-2018      |
| SkyActiv-G 165 | 1998 cm3       | 121 kW (165 pk) | 210 Nm         | 216 km/h       | 9,1 seconden            | 135 g/km       | 6v, handgeschakeld | 2013-2018      |
| SkyActiv-G 165 | 1998 cm3       | 121 kW (165 pk) | 210 Nm         | 209 km/h       | 10,1 seconden           | 139 g/km       | 6v, automaat       | 2013-2018      |
| SkyActiv-G 192 | 2488 cm3       | 141 kW (192 pk) | 256 Nm         | 223 km/h       | 7,8 seconden            | 148 g/km       | 6v, automaat       | 2013-2018      |

| Dieselmotoren  | Dieselmotoren  | Dieselmotoren   | Dieselmotoren | Dieselmotoren | Dieselmotoren           | Dieselmotoren | Dieselmotoren      | Dieselmotoren |
| Motor          | Cilinderinhoud | Vermogen        | Koppel        | Topsnelheid*  | Acceleratie 0–100 km/h* | Uitstoot*     | Versnellingsbak    | Jaar          |
| -------------- | -------------- | --------------- | ------------- | ------------- | ----------------------- | ------------- | ------------------ | ------------- |
| SkyActiv-D 150 | 2191 cm3       | 110 kW (150 pk) | 380 Nm        | 211 km/h      | 9,1 seconden            | 108 g/km      | 6v, handgeschakeld | 2013-2018     |
| SkyActiv-D 150 | 2191 cm3       | 110 kW (150 pk) | 380 Nm        | 204 km/h      | 9,8 seconden            | 127 g/km      | 6v, automaat       | 2013-2018     |
| SkyActiv-D 175 | 2191 cm3       | 129 kW (175 pk) | 420 Nm        | 216 km/h      | 8,4 seconden            | 127 g/km      | 6v, handgeschakeld | 2015-2018     |
| SkyActiv-D 175 | 2191 cm3       | 129 kW (175 pk) | 420 Nm        | 216 km/h      | 8,4 seconden            | 127 g/km      | 6v, automaat       | 2013-2018     |

*Hangt af van type

### Facelift
De Mazda 6 is in 2018 gefacelift en is als Stationwagen en als Sedan verkrijgbaar, beiden hebben drie beschikbare uitvoeringen. Ook is er de optie voor zowel een benzine- als dieselmotor.
Ten opzichte van de vorige generatie is het onderstel, op basis van de Skyactiv-technologie aangepast. Daarnaast is het model ook standaard van meer opties voorzien zoals een head-up display en stoel- en stuurverwarming, maar ook op het gebied van veiligheidssystemen zijn o.a. Lane Keep Assist, Blind Spot Monitoring, Smart Brake Support en Mazda Radar Cruise Control standaard geworden.
Motoren
| Benzinemotoren | Benzinemotoren | Benzinemotoren  | Benzinemotoren | Benzinemotoren | Benzinemotoren          | Benzinemotoren | Benzinemotoren     | Benzinemotoren |
| Motor          | Cilinderinhoud | Vermogen        | Koppel         | Topsnelheid*   | Acceleratie 0–100 km/h* | Uitstoot*      | Versnellingsbak    | Jaar           |
| -------------- | -------------- | --------------- | -------------- | -------------- | ----------------------- | -------------- | ------------------ | -------------- |
| Skyactiv-G 145 | 1998 cm³       | 107 kW (145pk)  | 213 Nm         | 208 km/h       | 9,9s                    | 142 g/km       | 6v, handgeschakeld | 2018-heden     |
| Skyactiv-G 145 | 1998 cm³       | 107 kW (145pk)  | 213 Nm         | 207 km/h       | 10,9s                   | 141 g/km       | 6v, automaat       | 2018-heden     |
| Skyactiv-G 165 | 1998 cm³       | 121 kW (165 pk) | 213 Nm         | 216 km/h       | 9,3s                    | 148 g/km       | 6v, handgeschakeld | 2018-heden     |
| Skyactiv-G 165 | 1998 cm³       | 121 kW (165 pk) | 213 Nm         | 209 km/h       | 10,5s                   | 141 g/km       | 6v, automaat       | 2018-heden     |
| Skyactiv-G 194 | 2488 cm³       | 143 kW (194 pk) | 258 Nm         | 223 km/h       | 8,1s                    | 153 g/km       | 6v, handgeschakeld | 2018-heden     |

| Dieselmotoren  | Dieselmotoren  | Dieselmotoren   | Dieselmotoren | Dieselmotoren | Dieselmotoren           | Dieselmotoren | Dieselmotoren      | Dieselmotoren |
| Motor          | Cilinderinhoud | Vermogen        | Koppel        | Topsnelheid*  | Acceleratie 0–100 km/h* | Uitstoot*     | Versnellingsbak    | Jaar          |
| -------------- | -------------- | --------------- | ------------- | ------------- | ----------------------- | ------------- | ------------------ | ------------- |
| Skyactiv-D 150 | 2191 cm³       | 110 kW (150 pk) | 380Nm         | 211 km/h      | 10,0s                   | 117 g/km      | 6v, handgeschakeld | 2018-heden    |
| Skyactiv-D 184 | 2191 cm³       | 135 kW (184 pk) | 445Nm         | 227 km/h      | 8,5s                    | 124 g/km      | 6v, handgeschakeld | 2018-heden    |
| Skyactiv-D 184 | 2191 cm³       | 135 kW (184 pk) | 445Nm         | 220 km/h      | 9,0s                    | 133 g/km      | 6v, automaat       | 2018-heden    |

*Hangt af van type

## Prijzen
- Red Dot Design Award 2013 - Internationaal erkende prijs voor uitmuntend productdesign.
- EuroNCAP 2014 - Mazda6 behaalt maximumscore van vijf sterren bij EuroNCAP Crashtests.

## Mazda Takeri Concept
De Mazda Takeri was het concept voor de derde generatie Mazda 6 sedan en werd onthuld tijdens de 2011 Tokyo Motor Show. Deze conceptauto is gebaseerd op de nieuwste versie van Mazda's designtaal en is volledig uitgerust met Mazda's revolutionaire Skyactiv technology, voor de ultieme efficiency zonder hybride-technologieën. De naam Takeri is afgeleid van het Japanse woord voor 'mannelijk'. De Takeri is gebaseerd op het sportieve vierdeurs coupé-ontwerp van de Mazda Shinari conceptauto en combineert snelheid en rijdynamiek met de stijlvolle uitstraling van een sedan. De Mazda Takeri is ontwikkeld op basis van de Mazda Shinari en is een typische harmonieuze Mazda sedan met een krachtige, mannelijke uitstraling. De Takeri is later doorontwikkeld tot de Mazda6 die we nu kennen. De Europese première van het Takeri concept car vond plaats op de Autosalon van Genève 2012. 

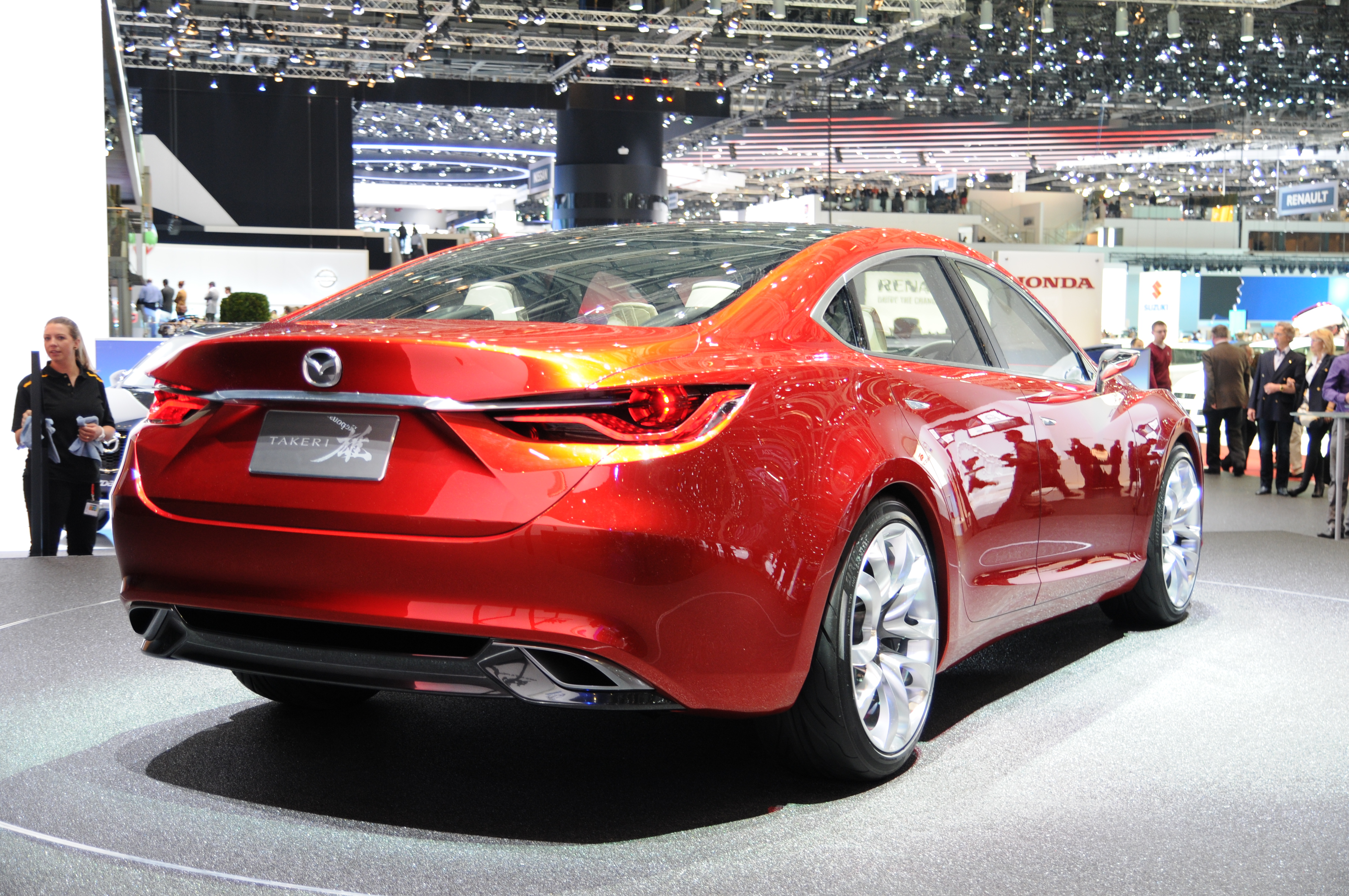
Mazda Takeri Concept
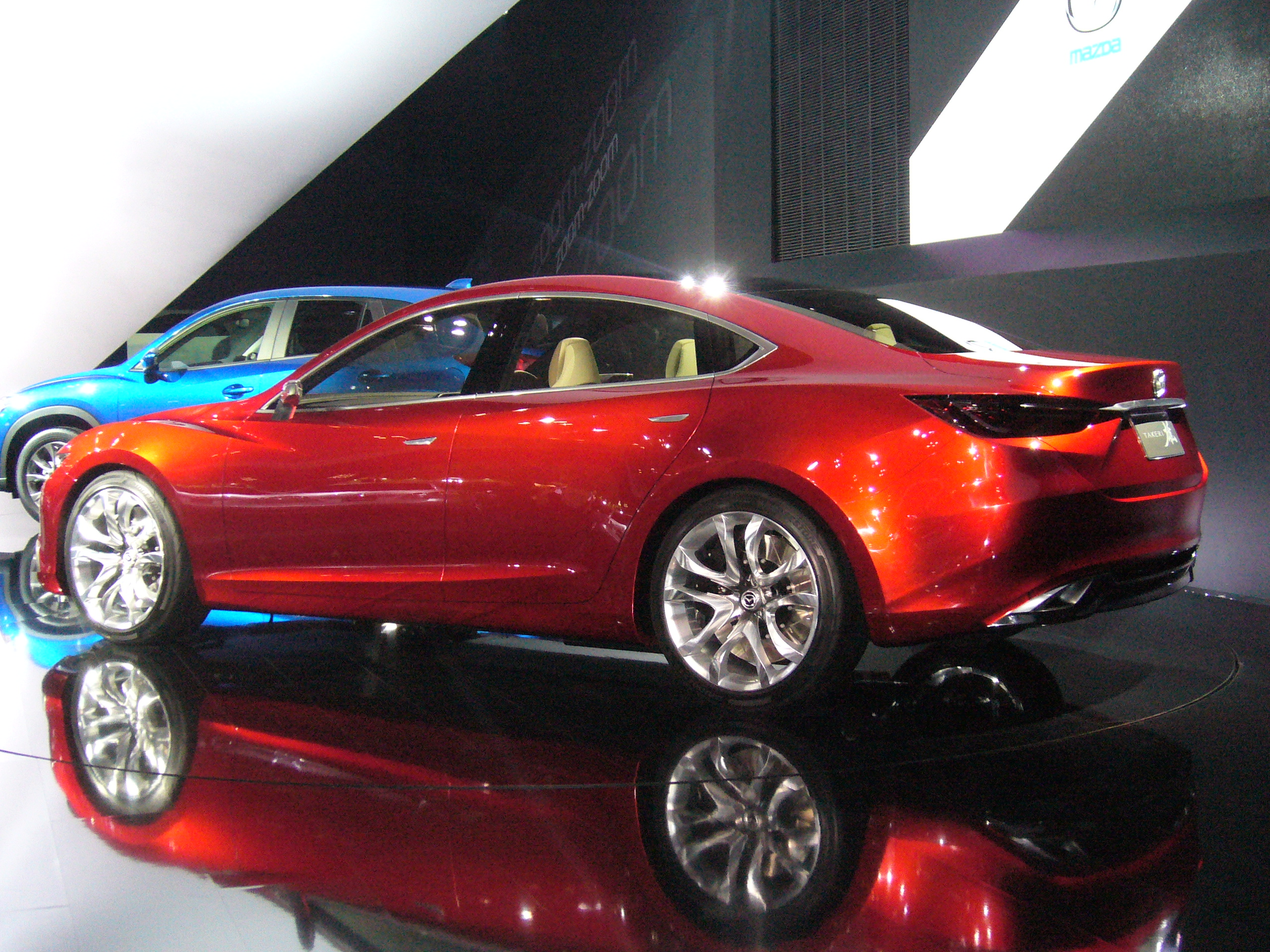
Mazda Takeri Concept